# ハンツビル (装甲艦)
CSS ハンツビル (CSS Huntsville)は、南北戦争中の1862年から1863年にかけてアラバマ州セルマで建造されたアメリカ連合国海軍（南部海軍）のハンツビル級装甲艦であるが、浮き砲台として使用された。艦名はアラバマ州の都市であるハンツビルに由来する。

## 艦歴
ハンツビルは1862年5月1日に発注され、翌1863年2月7日にセルマ海軍工廠で進水、その後アラバマ州モービルで艤装が行われた。1863年8月1日に海軍に引き渡されたが、アラバマ州シェルビー（Shelby）のシェルビー鉄工所（Shelby Iron Company）とジョージア州アトランタのアトランタ圧延所（Atlanta Rolling Mill）で製造された装甲は、一部に施されたのみであった。ハンツビルのエンジンはリバー・ボートに使用されていたものであったが欠陥があり、また武装も完全ではなかった。このためハンツビルは浮き砲台としてモービル周辺の防衛任務に配備された。
1864年8月5日のモービル湾の海戦にハンツビルは参加せず、スパニッシュ川（Spanish River）に脱出した。モービル湾の海戦は南軍の敗北に終わったが、モービル自体はその後8ヶ月間持ちこたえ、モービル湾の深部も南軍が確保していた。1865年4月12日にモービルが陥落すると、ハンツビルはCSS タスカルーサと共に、モービルのやや北、モービル川とスパニッシュ川の分岐部において、鹵獲を免れるために自沈した。沈没場所は1985年に特定されている.。

## 参考資料
- Silverstone, Paul H. (2006). Civil War Navies 1855–1883. The U.S. Navy Warship Series. New York: Routledge. ISBN 0-415-97870-X
- Still, William N., Jr. (1985). Iron Afloat: The Story of the Confederate Armorclads (Reprint of the 1971 ed.). Columbia, South Carolina: University of South Carolina Press. ISBN 0-87249-454-3

座標: 北緯30度46分09秒 西経88度01分14秒 / 北緯30.76924度 西経88.02053度